# I-25
I-25 — підводний човен тип B1 Імперського флоту Японії, який брав участь у Другій світовій війні.

## Передвоєнна історія
Корабель спорудили на корабельні компанії Mitsubishi у Кобе. Човни типу B, підтипу B1 (він же клас I-15), до яких відносився I-25, мали великі розміри (їх надводна водотоннажність перевищувала підводний показник океанських підводних човнів США) та могли нести розвідувальний літак або, після переобладнання, мінісубмарину для диверсійних операцій.
I-25 завершили в жовтні 1941-го та включили до складу 4-ї дивізії підводних човнів, де він став флагманським кораблем. На початку листопада I-25 провів тренування по запуску та зворотному прийманню на борт розвідувального літака Watanabe E9W1 «Слім».

## Перший похід
21 листопада 1941-го I-25 вирушив з Йокосуки до Гаваїв. 7 грудня, в день нападу на головну базу Тихоокеанського флоту Японії, I-25 разом з I-9, I-15 та I-17 патрулював у районі на північний схід від острова Оаху.
9 грудня один з підводних човнів виявив авіаносець у супроводі двох крейсерів, після чого I-25 та ще 6 човнів отримали наказ перехопити вороже з'єднання. Щоб виконати наказ вони пішли у надводному положенні, в якому мали доволі високу швидкість, втім, наздогнати «Ентерпрайз» так і не вдалось. Під час погоні 10 грудня I-25 двічі безрезультатно атакували літаки.
14 грудня 1941-го, по завершенні погоні за авіаносцем, I-25 та ще 8 підводних човнів перенацілили для дій біля західного узбережжя Америки. I-25 мала діяти на ділянці Орегону в районі устя річки Колумбія.
18 грудня I-25 випустив торпеду по танкеру L. P. ST. Clair. Командир японського корабля вважав, що поцілив судно та навіть відмовився від думки випустити по ньому друг торпеду, проте насправді танкер не отримав пошкоджень та укрився в естуарії Колумбії (у підсумку судно переживе війну).
19 грудня на I-25 виявили, що при русі в підводному положенні з'являється брязкіт, а ангар для літака частково затоплений. Втім, це не завадило човну й далі виконувати завдання. Тим часом японське командування отримало недостовірну інформацію про проходження через Панамський канал трьох лінкорів і I-25 разом з I-9 та I-17 дістали наказ перехопити ці бойові кораблі між Лос-Анджелесом та Сан-Франциско, що, зі зрозумілих причин, не дало жодних результатів.
8 січня 1942-го при поверненні на базу I-25 в районі за вісімсот кілометрів від східних Маршаллових островів виявив корабель, котрий прийняли за гідроавіаносець USS Langley. Наблизившись, човен випустив 4 торпеди, при цьому командир I-25 доповів про потоплення ворожого корабля (насправді USS Langley загине наприкінці зими 1942-го доставляючи літаки на острів Ява).
11 січня човен завершив похід на атолі Кваджелейн (Маршаллові острови).

## Ремонт на атолі Кваджелейн
До кінця січня 1942-го на I-25 провели ремонт ангара та прийняли на борт новий розвідувальний літак, цього разу Yokosuka E14Y1 «Глен».
1 лютого літаки з американського авіаносця «Ентерпрайз» здійснили атаку на атоли Вотьє та Кваджалейн, при цьому на останньому був потоплений транспорт та пошкоджені легкий крейсер і ще кілька кораблів та суден. I-25, на якому якраз провадились ремонтні роботи, перебував на поверхні та також зазнав певних пошкоджень внаслідок обстрілу. Після цього I-25 та ще 8 підводних човнів отримали наказ вийти на перехоплення ворожого авіаносця, що, втім, не призвело до якогось результату і 4 лютого I-25 повернувся на Кваджелейн.

## Розвідувальний похід до Австралії та Океанії
8 лютого I-25 вийшов у новий похід з завданням провести за допомогою свого літака розвідку східного узбережжя Австралії, а також цілого ряду тихоокеанських островів.
17 лютого «Глен» здійснив політ над Сіднеєм, за результатами якого пілоти повідомили про наявність у гавані тритрубного корабля, 2 есмінців та 5 підводних човнів. 26 лютого після розвідки Мельбурну екіпаж гідролітака доповів про виявлення 1 важкого та 5 легких крейсерів. На цей раз «Глен» помітили з землі, проте зенітна батарея не отримала дозволу на відкриття вогню, а два літаки союзників не змогли відшукати підозрілий літальний апарат. 1 березня здійснили третій політ над Австралією, на цей раз над тасманійським портом Хобарт, де виявили лише транспортні судна.
Після цього I-25 вирушив на схід до Нової Зеландії. Враховуючи головне завдання, на переході човен, щоб не видати своєї присутності, двічі ухилявся від зустрічних торговельних суден. Вранці 7 березня почали підготовку до розвідки Веллінгтону. Через доволі сильне хвилювання було вирішено запустити літак не з катапульти, а з води, проте при його спуску за допомогою крану крила отримали певні пошкодження, що перервало процес. Втім, під час другої спроби у перші години 8 березня вдалось спустити гідролітак на воду в протоці Кука, після чого він успішно піднявся у повітря, провів розвідку та був прийнятий на I-25.
У другій половині 12 березня поблизу острова Грейт-Бар'єр-Айленд (північно-східне завершення Північного острова біля входу до затоки Хауракі) два патрульні кораблі скинули на I-25 кілька глибинних бомб, проте човен не зазнав пошкоджень та зміг у перші години 13 березня відправити літак на розвідку гавані Окленду (у глибині затоки Хауракі). Після того, як «Глен» повернувся (пілоти виявили в Окленді лише кілька цивільних суден), командир I-25 нарешті вирішив атакувати транспорт, по якому у два заходи випустили 4 торпеди. На I-25 знову вважали, що досягли успіху, проте це не знайшло підтвердження.
16 березня на переході до Фіджі човен помітив транспорт, котрий йшов у супроводі великого бойового корабля. Останній раптово змінив курс та попрямував у сторону I-25, чим змусив човен перервати зближення та глибоко зануритись. Коли I-25 нарешті сплив на поверхню, то для пошуків зазначених ворожих кораблів навіть запустили свій розвідувальний літак, проте це не принесло жодних результатів.
Перед світанком 19 березня літак з I-25 провів розвідку порту Сува на острові Віті-Леву (Фіджі), де за доповіддю пілотів був виявлений тритрубний крейсер.
23 березня човен прибув до островів Самоа, проте штормове море завадило запустити літак для розвідки Паго-Паго. Як наслідок, з I-25 провели спостереження за гаванню у перископ, але не виявили військових кораблів або об'єктів.
30 березня човен завершив похід на сході Каролінських островів на атолі Трук, де ще до війни була створена потужна база ВМФ, з якої до лютого 1944-го провадились операції у цілому ряді архіпелагів. Втім, вже наступної доби корабель вирушив до Японії та 4 квітня прибув до Йокосуки. Надалі на ньому провели певні ремонтні роботи (зокрема, відомо що він перебував у сухому доці в Йокосуці 18 квітня, під час першого нальоту на Японію американських літаків).

## Похід до узбережжя Північної Америки
11 травня I-25 полишив Йокосуку та попрямував до Аляски, де мав провести розвідку Датч-Гарбору (район острова Уналашка), де була американська військова база. На світанку 26 травня під час підготовки до запуску літака раптово зіпсувалась погода, що не дало змоги здійснити політ. Наступного дня у ранкових сутінках на I-25 почали повторну підготовку до запуску «Глена». В цей час був помічений ворожий корабель, ідентифікований як крейсер, а спроба терміново розпочати політ завершилась невдало через збій катапульти. Човен не міг занурюватись із підготованим до зльоту літаком, проте ворожий корабель пройшов за 2 км від нього та не помітив I-25. Пізніше катапульту вдалось відремонтувати і «Глен» здійснив розвідку Датч-Гарбору, в якому за доповіддю пілотів перебували 3 крейсери та 8 есмінців. Після цього I-25 вирушив до узбережжя штату Вашингтон, а Датч-Гарбор 3 червня став ціллю для атаки японського авіаносного з'єднання.
На переході 29 травня човен зустрів корабель, ідентифікований на I-25 як крейсер, проте під час зближення втратив контакт. Після цього з човна навіть запускали свій розвідувальний літак, проте це не принесло результатів через туман.
2 червня I-25 прибув у район Сіетла, де через три доби атакував транспортне судно двома торпедами, проте не влучив у ціль. В середині червня I-25 побував біля узбережжя штату Орегон, а 20 червня вже знов був на підходах до Сіетла біля мису Флаттері. Тут він поцілив однією торпедою пароплав Fort Camosun, команда якого перейшла у рятувальні човни. Тим часом I-25 сплив на поверхню та випустив по ньому 18 снарядів, проте судно не затонуло оскільки везло вантаж лісоматеріалів, котрі надали йому додаткової плавучості. На місце атаки прибув канадський корвет HMCS Quesnel, котрий почав буксирування пошкодженого пароплава, який надалі був відремонтований та пережив війну (при цьому в грудні 1943-го судно буде вдруге пошкоджене японським підводним човном I-27 у Індійському океані).
21 червня I-25 з відстані близько 10 км від берега провів обстріл по району устя річки Колумбія, збираючись вразити гіпотетичну базу підводних човнів у Асторії (ще в 1924-му тут дійсно був споруджений військовий об'єкт, проте його так ніколи і не ввели в дію). Всього були випущені 17 снарядів, проте це не завдало жодної шкоди. Після цього човен попрямував назад до Алеутських островів, 27 червня прибув у район на південь від Датч-Гарбору, а 17 липня повернувся до Йокосуки.
10 серпня 4-та дивізія підводних човнів була ліквідована, а I-25 перевели до 2-ї дивізії підводних човнів. Втім, I-25 певний час діяв окремо від основних сил останньої, бувши у прямому підпорядкуванні Шостого флоту (підводні сили Імперського флоту).

## Організація лісових пожеж
Наступний похід I-25 присвятили спробі організувати лісові пожежі у північноамериканських лісах. 15 серпня човен вийшов з Йокосуки, маючи на борту окрім літака шість 76-кг запалювальних бомб.
7 вересня I-25 прибув у район Порт-Орфорд-Хедс у штаті Орегон. Цього дня виліт на бомбардування скасували через сильне хвилювання на морі, а 8 вересня на узбережжі Орегону випало чимало опадів (майже утричі більше, ніж за попередні 54 дні). Як наслідок, коли 9 вересня літак з I-25 нарешті зміг злетіти та скинути дві запалювальні бомби, вони не дали ефекту через насиченість лісу водою. Втім, це стало першим в історії повітряним бомбардуванням материкової частини США.
10 вересня човен виявили з патрульного літака «Локхід Хадсон» А-29. I-25 екстрено занурився на 70 метрів, а з літака скинули 10 глибинних бомб. Перші три з них хоч і розірвались на більш ніж удвічі меншій глибині, проте завдали човну певних пошкоджень, зокрема, вивели з ладу антену.
29 вересня в районі мису Кейп-Бланко (так само Орегон) літак з I-25 здійснив другу спробу підпалити ліси, проте так само невдалу.

## Боротьба з судноплавством біля узбережжя Орегону
Закінчивши зі спробами підпалу лісів, I-25 перейшов до боротьби з судноплавством. 4 жовтня човен помітив танкер Camden (6653 тонни), котрий прямував до Портленду та зупинився через аварію машини. Одна з двох випущених по ньому торпед влучила в ціль та спричинила пожежу. Викликаний на допомогу буксир повів танкер до Асторії, проте потім пункт призначення змінили на Сіетл. На шляху туди 10 жовтня судно затонуло в районі за вісім десятків кілометрів на північ від устя Колумбії.
Того ж 4 жовтня I-25 помітив танкер Victor H. Kelly, проте, помилково прийнявши його за судно-пастку, відмовився від нападу. Через дві доби човен промахнувся торпедою по черговому танкеру Larry Doheny (7038 тонн), після чого сплив та рушив наздогін. Оскільки події відбувались вночі, в якийсь момент візуальний контакт було втрачено, проте потім I-25 виявив танкер просто по своєму курсу. На цей раз випущена торпеда поцілила судно та призвела до його загибелі, проте більшу частину екіпажу врятувало судно-пастка USS Anacapa (можливо відзначити, що в грудні 1941-го Larry Doheny вдало уникнув атаки іншого японського підводного човна I-17, котрий разом з I-25 та ще сімома підводними човнами здійснював рейд до узбережжя Північної Америки).
7 жовтня есмінець виявив I-25 та безрезультатно скинув на нього кілька глибинних бомб, а 10 жовтня човен полишив район орегонського узбережжя та попрямував до Японії.

## Потоплення Л-16
11 жовтня, під час переходу на базу через північну частину Тихого океану, I-25 зустрів два кораблі в районі за 1250 км на захід від Портленду. Спершу японці сприйняли їх за лінкори, проте надалі розпізнали два підводні човни. I-25 занурився та випустив єдину торпеду, котра залишалась на борту. Вона влучила в одну з цілей та потопила її.
Жертвою виявився радянський підводний човен Л-16, який разом з однотипним Л-15 здійснював перехід з Петропавловська-Камчатського через Панамський канал для дій у складі Північного флоту СРСР. 1 жовтня човни побували в Датч-Гарборі, де на борт піднявся перекладач з американським громадянством. Він загинув разом з 55 членами екіпажу Л-16.
24 жовтня I-25 прибув до Йокосуки для ремонту.

## Постачання тихоокеанських гарнізонів
1 грудня 1942-го човен вийшов з Йокосуки та попрямував на Трук. 9 грудня він полишив і цю базу та 12 грудня прибув на якірну стоянку Шортленд — прикриту групою невеликих островів Шортленд акваторію біля південного завершення острова Бугенвіль, де зазвичай відстоювались легкі бойові кораблі та перевалювались вантажі для подальшої відправки далі на схід Соломонових островів. На той час вже чотири місяці тривала битва за Гуадалканал і японці мали великі проблеми з постачанням свого угруповання на ньому, через що з кінця листопада залучили до транспортних операцій підводні човни. 13 грудня I-25 вийшов у рейс до Гуадалканалу, проте ця місія була перервана та 14 грудня корабель прибув до Рабаула — головної передової бази японців у архіпелазі Бісмарку, з якої провадились операції не лише на Соломонових островах, але й на сході Нової Гвінеї
17 грудня I-25 вирушив з Рабаулу до східного узбережжя Нової Гвінеї. Тут вже місяць на півострові Папуа тривала битва за Буну — Гону, японський гарнізон яких також перебував у транспортній блокаді. 20 грудня I-25 прибув до устя річки Мамбаре (за сім десятків кілометрів на північний захід від району Буни — Гони) та встиг вивантажити 8 тонн вантажу, проте був вимушений перервати процес через появу двох ворожих патрульних катерів. 23 грудня I-25 повернувся до Рабаулу.
25 грудня човен вийшов у другий рейс до Нової Гвінеї. 27 та 28 грудня він намагався встановити контакт з японськими військовослужбовцями біля устя Мамбаре, проте не досягнув успіху та 31 грудня повернувся в Рабаул.
5 січня 1943-го I-25 вирушив у третій рейс і 7 січня досяг району Буни, куди доправив 25 тонн вантажів та забрав з собою 70 поранених військовослужбовців. Втім, він не попрямував одразу на базу, а був спрямований дещо північніше в затоку Хуон (розділяє півострови Папуа та Хуон і глибоко вдається у східну частину Нової Гвінеї). Тут 7 січня було потоплене судно «Нічір'ю-Мару», котре доставляло підкріплення до Лае (в очікуванні захоплення союзниками району Буна — Гона японське командування вирішило вжити заходів для підсилення розташованих північніше гарнізонів). I-25 додатково підібрало 117 військовослужбовців та вирушило до Рабаулу.
9 січня на підході до протоки Святого Георгія (веде між островами Нова Британія та Нова Ірландія до Рабаулу) по I-25 випустив три торпеди американський підводний човен Grampus. Командир японського човна побачив загрозу з відстані у шість сотень метрів та віддав наказ на проведення маневру ухилення, проте одна з торпед потрапила в I-25. Втім, вона не здетонувала, проскочила під японським човном та попрямувала далі. Через кілька годин I-25 прибув до Рабаула.
11 січня човен знову вирушив до Нової Гвінеї і 13 січня провів розвантаження біля устя Мамбаре. Прийнявши на борт 37 поранених, I-25 вирушив на Трук, куди прибув 17 січня.

## Похід до Соломонових островів
23 січня 1943-го човен вийшов з Труку в район Гуадалканалу. На той час японське командування вже вирішило полишити острів, тому дев'ятьом підводним човнам наказали сформувати «завісу» південніше від нього. Зокрема, I-25 разом з I-17, I-26 та I-176 мав патрулювати в районі острова Реннелл (двісті кілометрів на південь від Гуадалканалу). Хоча дії субмарин були не надто вдалими, проте 29—30 січня японські літаки-торпедоносці поблизу Реннелла вразили та потопили важкий крейсер «Чикаго». Це послаблення ворожих сил дозволило ухвалити рішення про проведення евакуації, під час якої I-25 разом з I-11, I-16 та I-32 патрулював на південний схід від Гуадалканалу.
Далі I-25 дістав наказ провести авіарозвідку острова Еспіриту-Санто (Нові Гебриди), де була головна передова база союзників, з якої провадились операції на Соломонових островах. 16 лютого літак I-25 виконав це завдання, а 24 лютого човен прибув на Трук.

## Дії проти ворожого судноплавства
Навесні 1943-го японське командування вислало кілька підводних човнів — I-17, I-19, I-25, I-32 — для дій проти ворожого судноплавства в районі тихоокеанських архіпелагів на південний схід від Соломонових островів.
I-25 вирушив з Труку 29 березня, а 18 травня приблизно посередині між Новими Гебридами та Фіджі торпедував, обстріляв та потопив танкер H. M. Storey (10 763 тонни), який прямував із Нумеа (Нова Каледонія) до Каліфорнії (можливо відзначити, що в грудні 1941-го H. M. Storey вдало уникнув атаки іншого японського підводного човна I-19, котрий разом з I-25 та ще сімома підводними човнами здійснював рейд до узбережжя Північної Америки).
2 червня I-25 повернувся на Трук.

## Останній похід
25 липня 1943-го I-25 вийшов у черговий похід зі своїм розвідувальним літаком на борту. Це дозволило 23 серпня провести авіарозвідку Еспіриту-Санто, за результатами якої пілот доповів про виявлення трьох лінкорів. 24 серпня човен повідомив ці дані командуванню, що стало останньою радіограмою, надісланою ним японському командуванню (невдовзі I-25 віддали наказ провести аналогічну операцію на Фіджі, проте човен вже не отримав його).
25 серпня 1943-го есмінець «Паттерсон», котрий супроводжував конвой з Нових Гебридів на Соломонові острови, встановив радарний контакт із підводним човном в районі за дві сотні кілометрів на північний захід від Еспіриту-Санто. З наближенням есмінця підводний човен занурився, проте «Паттерсон» встановив з ним сонарний контакт та скинув кілька глибинних бомб. Ймовірно, саме цей бій став причиною загибелі I-25 (втім, епізод може відноситись і до човна Ro-35, який за кілька годин до того надіслав останню радіограму про виявлення конвою в районі між Новими Гібридами та Соломоновими островами).

## Бойовий рахунок
| Дата       | Назва        | Тип             | Тоннаж | Місце            |
| 04.10.1942 | Camden       | танкер          | 6653   | 46°47'N 124°31'W |
| 06.10.1942 | Larry Doheny | танкер          | 7038   | 42°20'N 125°2'W  |
| 11.10.1942 | Л-16         | підводний човен |        | 45°41'N 138°56'W |
| 18.05.1943 | H. M. Storey | танкер          | 10763  | 17°30'S 173°2'E  |